# عبد الرافع الشرقاوي
الشيخ عبد الرافع رضوان علي الشرقاوي (15 نوفمبر 1932 -) هو عالم دين مصري مقيم بالمدينة المنورة. وهو أحد علماء القراءات والتجويد المصريين الذين كانوا ولا يزالوا يدرسون القراءات والتجويد وسائر العلوم المتعلقة بكتابة المصحف الشريف.

## حياته
ولد في قرية كفور الرمل التابعة لمركز قويسنا بمحافظة المنوفية بجمهورية مصر العربية، وذلك سنة 1351هـ الموافق 1932م.
حفظ القرآن وهو صغير ثم جوده ثم حفظ الشاطبية حتى أنه قرأ السبع وهو لم يبلغ الحلم ثم التحق بقسم القراءات بالازهر وحصل على إجازة التجويد وفي عام 1395 ارتحل إلى المدينة المنورة للتدريس بكلية القران الكريم بالجامعة الإسلامية وفي عام 1415هـ اختير عضوا في اللجنة العلمية لمراجعة المصحف الشريف ولايزال.

## شيوخه
- شيخ الأزهر سابقا عبد الحليم محمود
- مصطفى محمود العنوسي
- أحمد عبد العزيز الزيات
- إبراهيم علي شحاته السمنودي

## مناصب تولاها
- مدرّسا بقسم القراءات بكلية اللغة العربية بالأزهر.
- أستاذا بكلية القرآن الكريم بالجامعة الإسلامية بالمدينة المنورة.
- عضو رئيسي متفرغ في اللجنة العلمية بمجمع الملك فهد لطباعة المصحف الشريف، وفي لجنة الإشراف على تسجيل المصاحف المرتلة.

## أبرز تلاميذه
- سيد لاشين أبو الفرح.
- عبد المحسن بن محمد القاسم، إمام وخطيب المسجد النبوي الشريف.
- أحمد بن طالب بن حميد، إمام وخطيب المسجد النبوي الشريف.
- خالد بن سليمان المهنا، إمام وخطيب المسجد النبوي الشريف.
- ياسر بن راشد الدوسري، إمام وخطيب المسجد الحرام.
- سالم بن غرم الله الزهراني، أستاذ القراءات بجامعة أم القرى.
- أحمد بن علي الحذيفي، إمام وخطيب المسجد النبوي الشريف.
- مشاري بن راشد العفاسي، القارئ الكويتي المعروف.
- إلياس البرماوي.
- خالد الغرير ( شيخ إقراء مدينة الرس )
- الدكتور عبدالله بن محمد بن سليمان الجارالله